# スイセン属
スイセン属（スイセンぞく、学名: Narcissus）は、ヒガンバナ科の属の一つ。この属にはニホンズイセンやラッパスイセンなど色や形の異なる種や品種が多くあるが、この属に含まれる植物を総称してスイセンと呼んでいる。
狭義には、スイセン（学名: Narcissus tazetta）や、その変種であるニホンズイセン（Narcissus tazetta var. chinensis）をスイセンということも多い。しかし、本記事では特に明記しない限り「スイセン」をスイセン属の総称の意味で用いる。日本語の漢字表記は「水仙」。

## 名称
和名スイセンという名は、中国での呼び名「水仙」を音読みしたもの。中国で名付けられた漢名の「水仙」は、「仙人は、天にあるを天仙、地にあるを地仙、水にあるを水仙」という中国の古典に由来する。水辺に育ち、仙人のように寿命が長く、清らかなという意味から名付けられたとされる。別名に雪中花、雅客。方言ではチチロ、キンデバナ、キンデ、シイセン、ハルダマなどの呼び名がある。
属名である Narcissus という学名は、ギリシャ神話に登場する美少年ナルキッソスに由来する。ギリシャ神話によれば、ニンフのエコーは愛する美少年ナルキッソス（Narcissos）に振り向いてもらうことができなかったので痩せ細り、声だけの存在になってしまう。エコーを哀れんだ女神ネメシスは、池に映った自らの姿に心酔しているナルキッソスをスイセンの花にしたという。

## 形態・生態
多年草で、冬から春にかけて白や黄の花を咲かせるものが多い。草丈は、品種・環境によるが、15 - 50センチメートル (cm) 程度である。全体に有毒。
地下に鱗茎があり、茎は、黒い外皮に包まれた鱗茎の内部にある。そのため切断しない限り人の目に触れることはない。葉身は、若干厚みがあり扁平で、やや幅広く細長い線形で、つや消しのような表面をしている。
開花期は12月から翌年5月頃のあいだ。ニホンスイセンなら12〜2月、そのほか西洋系のスイセンなら2〜4月の時期に開花する。秋植え球根なので11月（ニホンスイセンは8月）ごろに植える。なお、スイセンは、植えてから2〜3ヶ月は芽が出ないという性質がある。他の植物に比べて芽が出るのに時間がかかるが、それぞれの品種の開花時期とされる1ヶ月ほど前になると芽が出る。
葉の間からつぼみをつけた花茎が伸び、伸びきるとつぼみが横向きになり、成熟するとつぼみを覆っていた苞を破って花が開く。典型的なスイセンの花の場合、雌蕊（しずい）は1本、雄蕊（ゆうずい）は6本。6枚に分かれた花びらと、中心に筒状の花びらを持つが、6枚に分かれている花びらのうち、外側3枚は萼（がく）であり、内側3枚のみが花弁である。二つをあわせて花被片（かひへん）といい、それ以外に、中心にある筒状の部分は副花冠（ふくかかん）という。花被片・副花冠の形状と花の着き方により、品種を区分する。花は、花茎の先端に数個、散状につき、良い芳香がある。

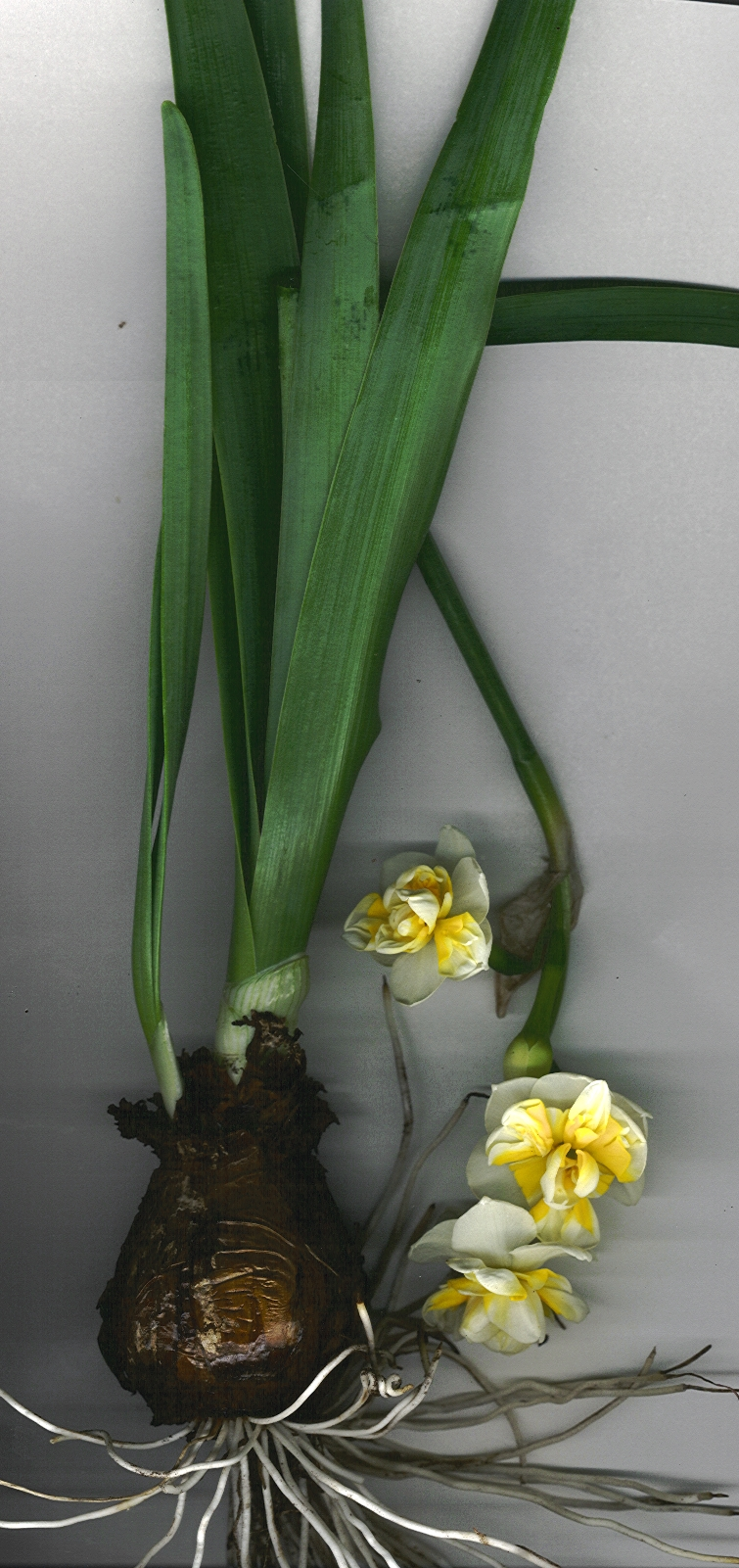
鱗茎（りんけい）と葉
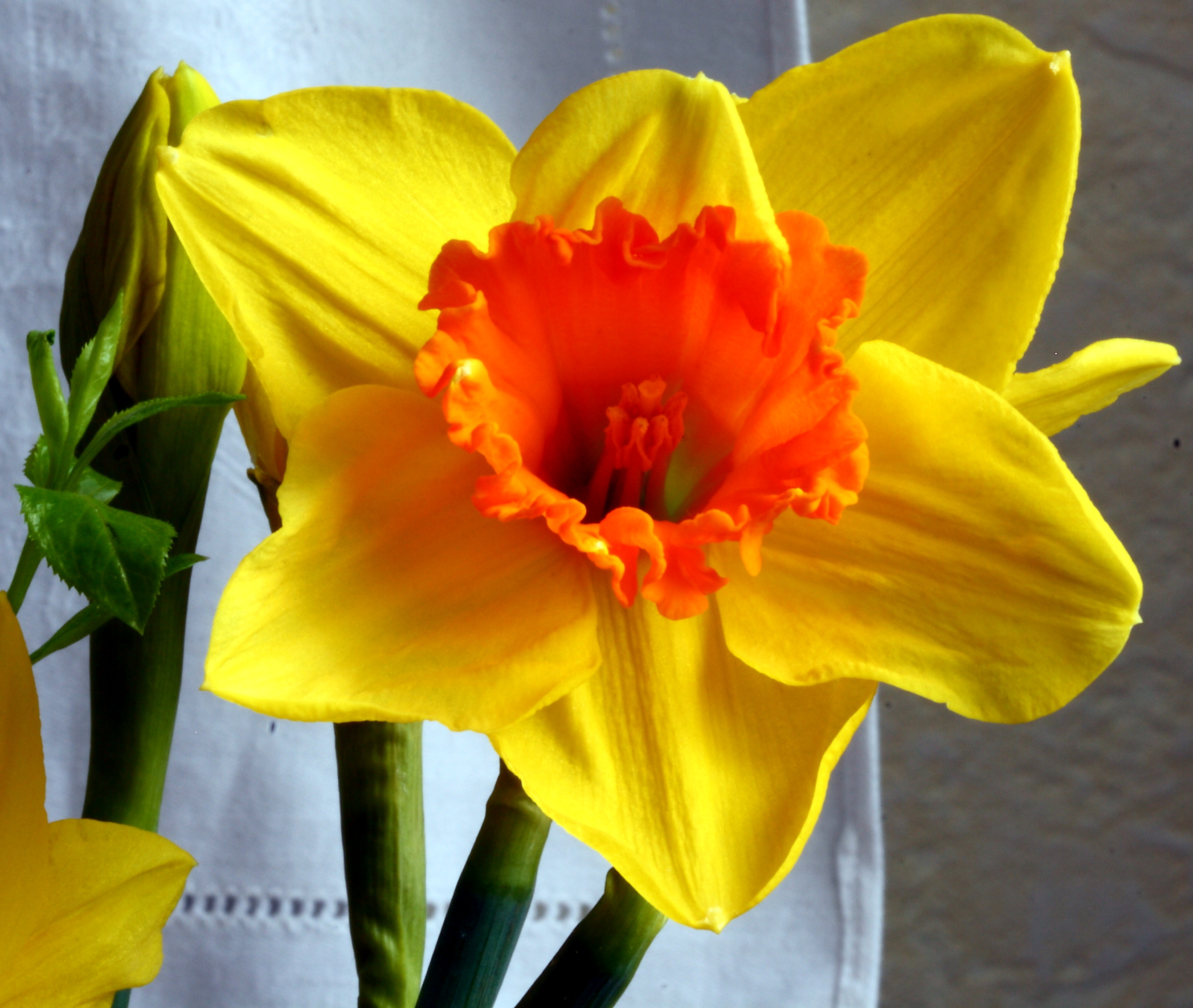
花

## 分布

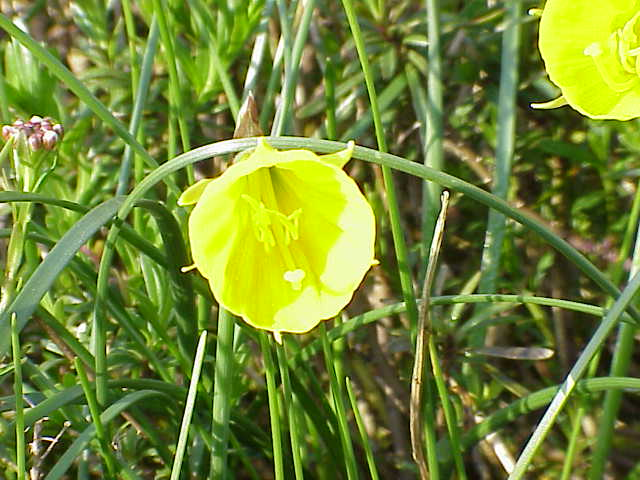
Narcissus bulbocodium bulbocodium 原種の一つ

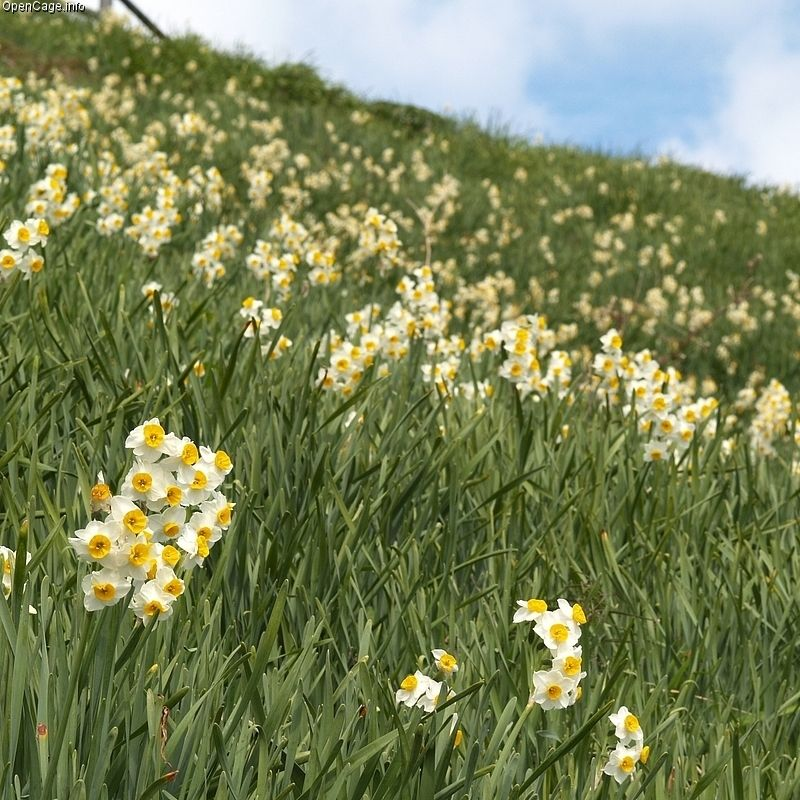
灘黒岩水仙郷のニホンズイセン

原産地は主にスペイン、ポルトガルを中心に北アフリカまでの地中海沿岸地域、アジア中部まで広がり、原種は30種類ほど知られている。また、園芸用に品種改良されたものが広く栽培されている。
日本においては、ニホンズイセンが古くに中国を経由して渡来したと言われている。分布は、本州の関東以西、四国、九州の比較的暖かい海岸近くの湿り気のある場所で野生化し、群生が見られる。越前海岸（福井県越前町）の群落が有名であり、福井県の県花ともなっている。

### 群生地
日本においては下記のものが有名である。

#### 日本三大水仙群生地
- 越前海岸（福井県越前町） - 12月下旬から2月下旬[6]
- 江月水仙ロード・をくづれ水仙郷（千葉県安房郡鋸南町） - 12月下旬から2月初旬[7]
- 灘黒岩水仙郷（兵庫県南あわじ市） - 1月中旬から2月中旬[8]

#### その他の群生地
- 爪木崎（静岡県下田市須崎） - 12月下旬から1月下旬[9]
- 唐音水仙公園（島根県） - 12月下旬から1月下旬[10]
- 野母崎（長崎市） - 1月中旬から1月下旬[11]

## 人間との関わり

### 文化
ギリシャ神話に登場するナルキッソスは、森の奥の泉に映る自分の姿に見とれ、報われぬ恋に落ち、やせ衰えて死んでしまった。この話はナルシストの語源になっている。古代ギリシャでは水仙が寺院を飾り、葬儀用にも使われていたという。紀元前1500年ころの遺跡から、水仙を描いた壁画がみつかっている。
イスラム教では、マホメットの教えに水仙が登場する。「二片のパンを持つものは、その一片を水仙の花と交換せよ。パンは、肉体に必要だが、水仙は、心に必要なパンである。」

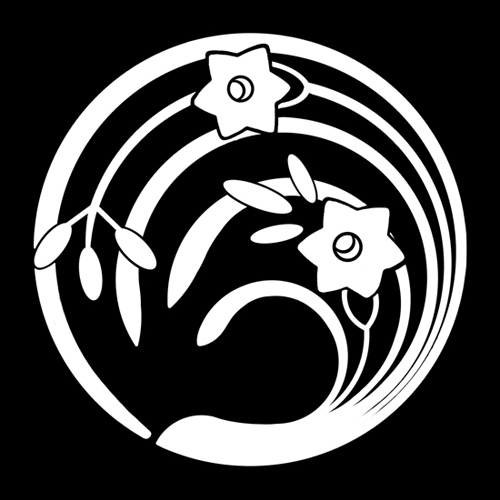
水仙紋

ラッパスイセン (Daffodil) はウェールズの国章であり、ウェールズでは3月1日の聖デイヴィッドの日 (Saint David's Day) に、ラッパスイセンかリーキを身につける習慣がある。
ウィリアム・ワーズワースは "I Wondered Lonely as a Cloud" という詩を、またE・E・カミングスは "in a time of daffodils" という詩をそれぞれ遺している。
またクチベニズイセン（Narcissus poeticus）はアンドラ公国の国花として扱われている。
水仙は「希望」の象徴として、世界各地のガン患者支援団体による募金活動でシンボルとして使用されている。

### 毒性
有毒植物で、毒成分としてリコリン（lycorine）やタゼチン（tazettine）、ガランタミン（galanthamine）のアルカロイド類とシュウ酸カルシウム (calcium oxalate)が含まれる。全草が有毒で、鱗茎に特に毒成分が多い。スイセンの致死量はマウスで10.7g/kgである。また、毒成分リコリンとタゼチンについては、イヌにおける致死量がそれぞれ体重1kgあたり42mg、71mgと推定されている。ただし、これらの値はスイセンの種類や有毒成分の含有量によっても異なる。また、ヒトにおける致死量は明らかではないと考えられている。
スイセンによる食中毒症状には嘔吐や下痢、接触性皮膚炎などがあり、中毒は初期に強い嘔吐があるため重篤化することは稀だが、鱗茎をアサツキやタマネギと間違えて食べたことで死亡した例も報告されている。厚生労働省によると、2014年から2023年の10年間でスイセンによる食中毒は237件報告され、そのうち1件が死亡例として確認されている。
葉がニラととてもよく似ており、家庭菜園でニラを栽培すると同時に観賞用として本種を栽培した場合などに、間違えて食べてしまい中毒症状を起こす事件が時々報告・報道される。2008 - 2017年に起きた有毒植物による食中毒188件のうち、最多はスイセン（47件）だった。
ニラとの大きな違いは次の通りである。
- 葉からの臭いがない。
- 鱗茎がある（ニラは髭（ひげ）根で鱗茎はない）。

### 民間療法
スイセンは有毒植物であるが、含まれている毒成分リコリンは過去には催吐剤として利用されたことがある。リコリンを人工的に水素化して得られるヒドロリコリンは、かつてアメーバ赤痢の治療薬として使用された。また民間療法では、乳腺炎や咳などの症状に対し、鱗茎をすりおろして外用薬として使用する方法や、むくみに対して足裏に湿布する方法が伝えられている。

### 品種改良
原種は花弁が細くねじれており、それを平たい花弁にするのに50年ほどかかった。その後、八重咲きなどの花容の品種改良、および、白と黄色以外の色を出すための品種改良がなされ、副花冠が赤、ピンクのものが加わった。品種改良の中心地は栽培に気候が適しているイギリスが草分けである。現在ではオランダ、日本がそれに続いている。

### 増え方と育て方
チューリップやヒヤシンスなどと同様に典型的な球根植物。晩秋に球根を花壇や鉢に植えて育てる。一定の寒さに当たらないと開花しない性質を有する。ニホンズイセンは初春に開花するが、西洋スイセンは4月頃に開花する。春先には開花株が出回り、それを観賞することもできる。
開花後は葉と茎が枯れるまで切らずに置いておくと、球根が太る。チューリップと異なり、子株が育っても親株も残る（チューリップは子株が育つと、親株が衰える）。被子植物である以上、結果し、種でも増えるが、開花までには数年かかるため、育種(品種改良)を目的とする場合を除けば一般には行われない。球根を分球させて増やす。
スイセンは日本の気候と相性が良いので、植え放しでも勝手に増える。球根が細分化するばかりで、開花しない場合は、土壌の窒素過多か、植え付けが浅すぎることが原因である。夏場は地表面を別の植物で覆うと、温度が上がり過ぎず、地中の球根に適した環境を維持できる。

### 地方公共団体などの花
- 都道府県
  - 福井県
- 市区町村
  - 北海道：せたな町
  - 宮城県：泉区（仙台市）
  - 群馬県：伊勢崎市、東吾妻町
  - 千葉県：酒々井町、鋸南町
  - 神奈川県：西区（横浜市）、高津区（川崎市）、寒川町、大井町
  - 新潟県：小千谷市
  - 福井県：越前町
  - 岐阜県：安八町、北方町
  - 静岡県：大井川町
  - 愛知県：中村区（名古屋市）、南知多町、豊根村
  - 三重県：木曽岬町、川越町、紀宝町
  - 大阪府：和泉市
  - 兵庫県：洲本市、南あわじ市
  - 奈良県：田原本町
  - 和歌山県：由良町
  - 島根県：益田市
  - 香川県：綾川町
  - 愛媛県：八幡浜市
  - 福岡県：直方市、遠賀町
  - 長崎県：小値賀町

## 下位分類
スイセン Narcissus tazetta
ニホンズイセン Narcissus tazetta var. chinensis
和名はニホンズイセン（日本水仙）であるが、原産地は地中海沿岸。室町時代以前に、中国を経由して日本に入ったと考えられている。園芸作家の柳宗民は、ニホンズイセンは中国から球根が海流にのって漂着したものが、野生化していったのではないかとの説をとっている。
ラッパスイセン Narcissus pseudonarcissus

クチベニズイセン Narcissus poeticus
ギリシア神話では、学名の由来ともなっているナルキッソスの生まれ変わりと言われている。
キズイセン Narcissus jonquilla

カンランズイセン Narcissus x odorus
キズイセンとラッパスイセンとの雑種。

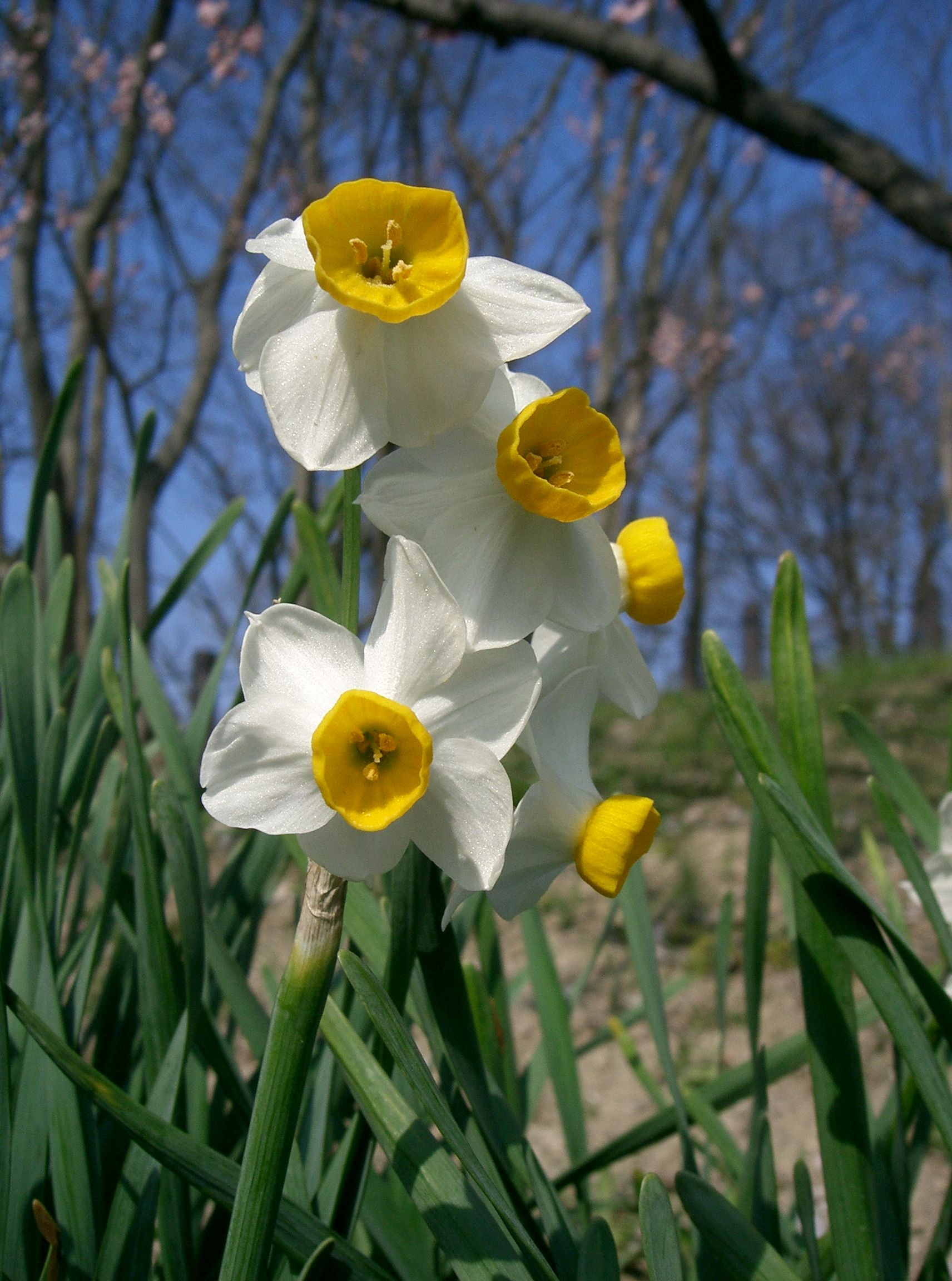
ニホンズイセン Narcissus tazetta var. chinensis
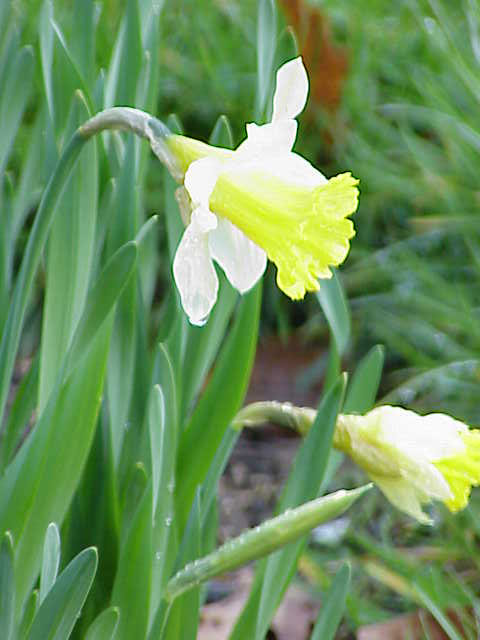
ラッパスイセン Narcissus pseudonarcissus
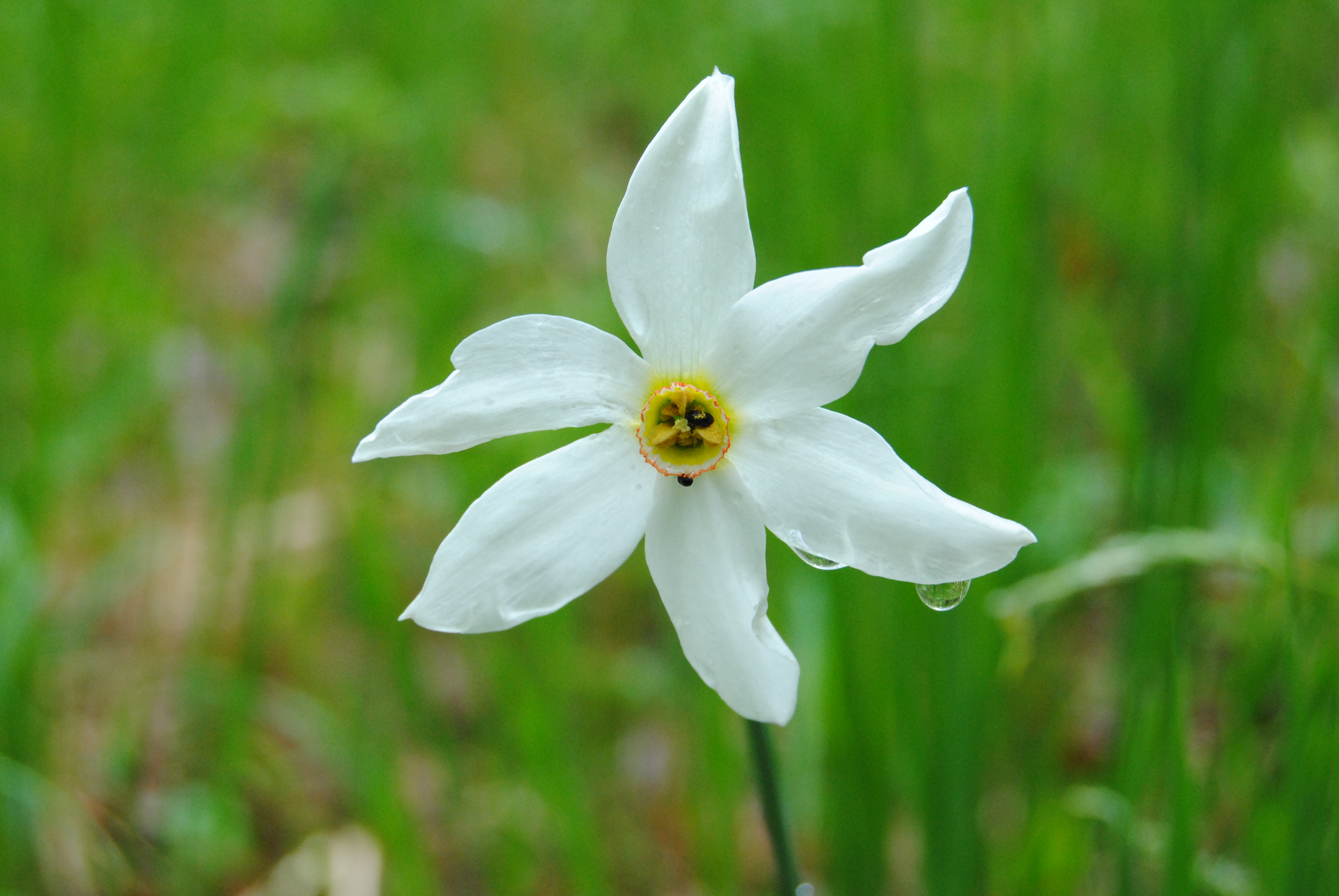
クチベニズイセン Narcissus poeticus
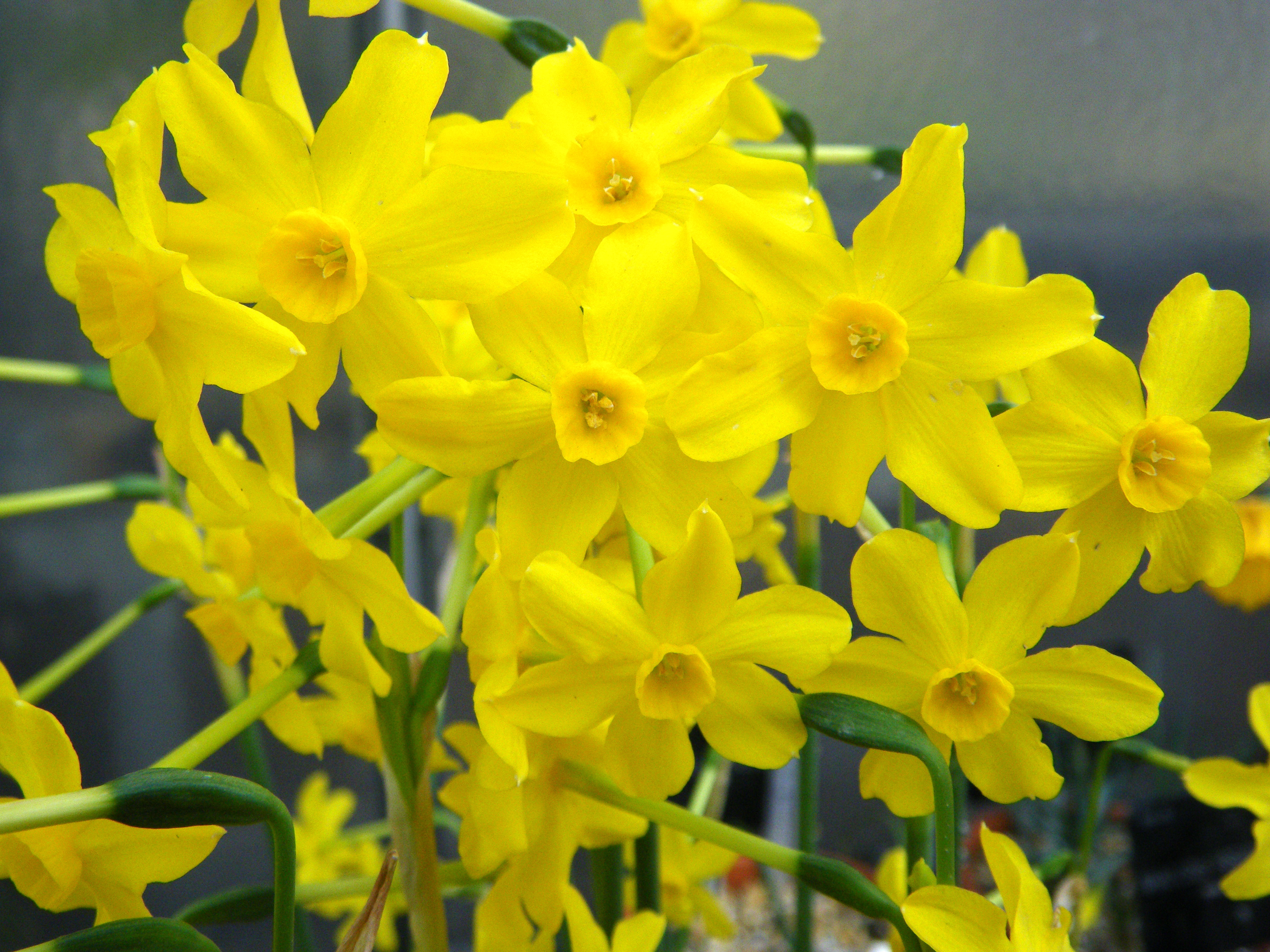
キズイセン Narcissus jonquilla

### 花の形による分類
ここでは西洋スイセンの花容の説明をする。
- ラッパ咲き - 副冠の長さが花弁の長さと同じかそれ以上のもの。
- カップ咲き - 副冠の長さが花弁の長さより1/3より長く花弁全体より短いもの。
- 小カップ咲き - 副冠の長さが花弁の長さより1/3より短く花弁全体より短いもの。
- 八重咲き - 花弁や副冠が八重咲きになるもの。
- トリアンドロス咲き - 下向きに咲くもの。
- シクラメネウス咲き - 花弁がシクラメンの花のように反転するもの。
- スプリットコロナ咲き - 副冠が1/3以上裂けているもの。

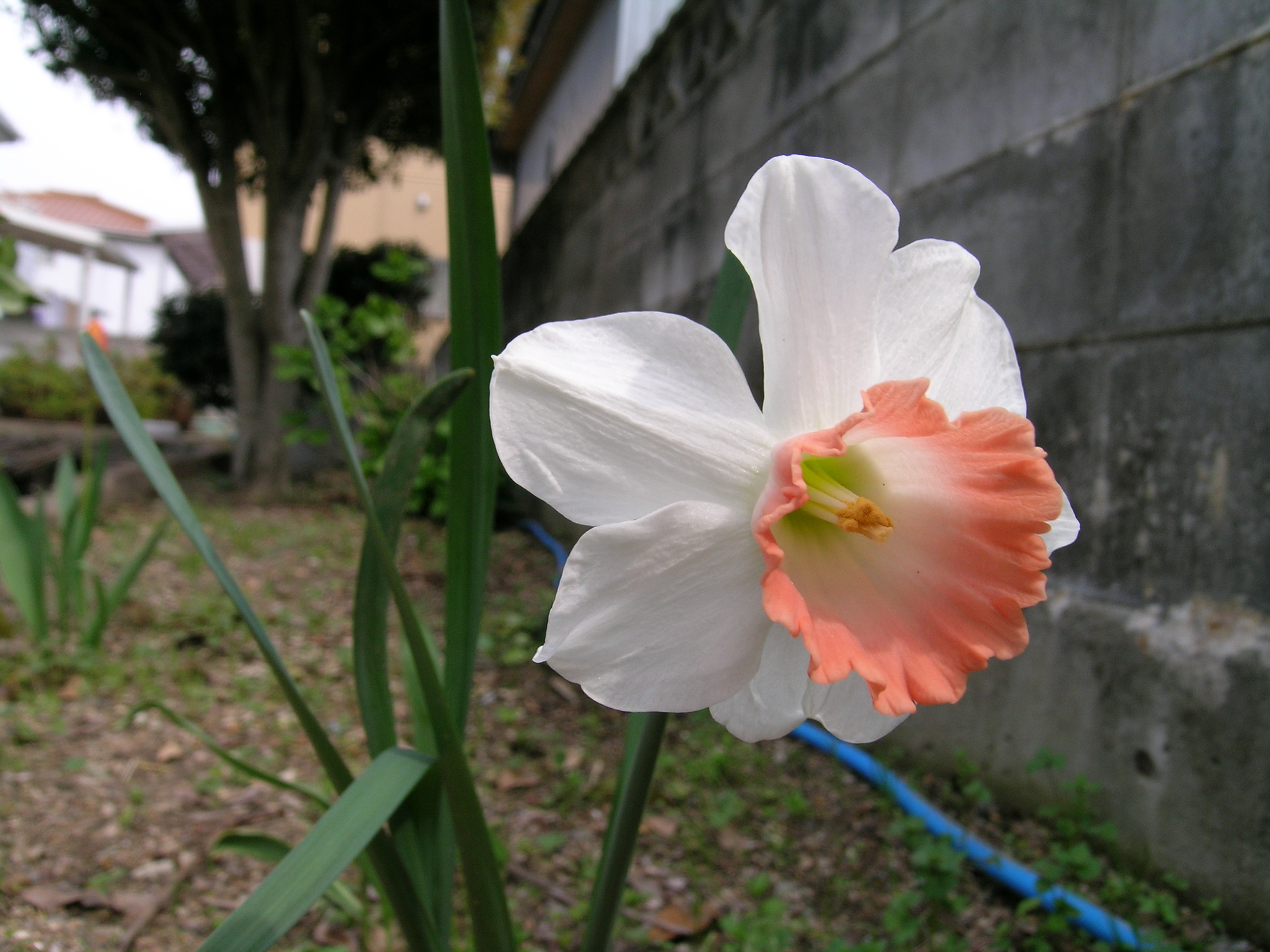
品種ロマンス　ラッパ咲きの代表種
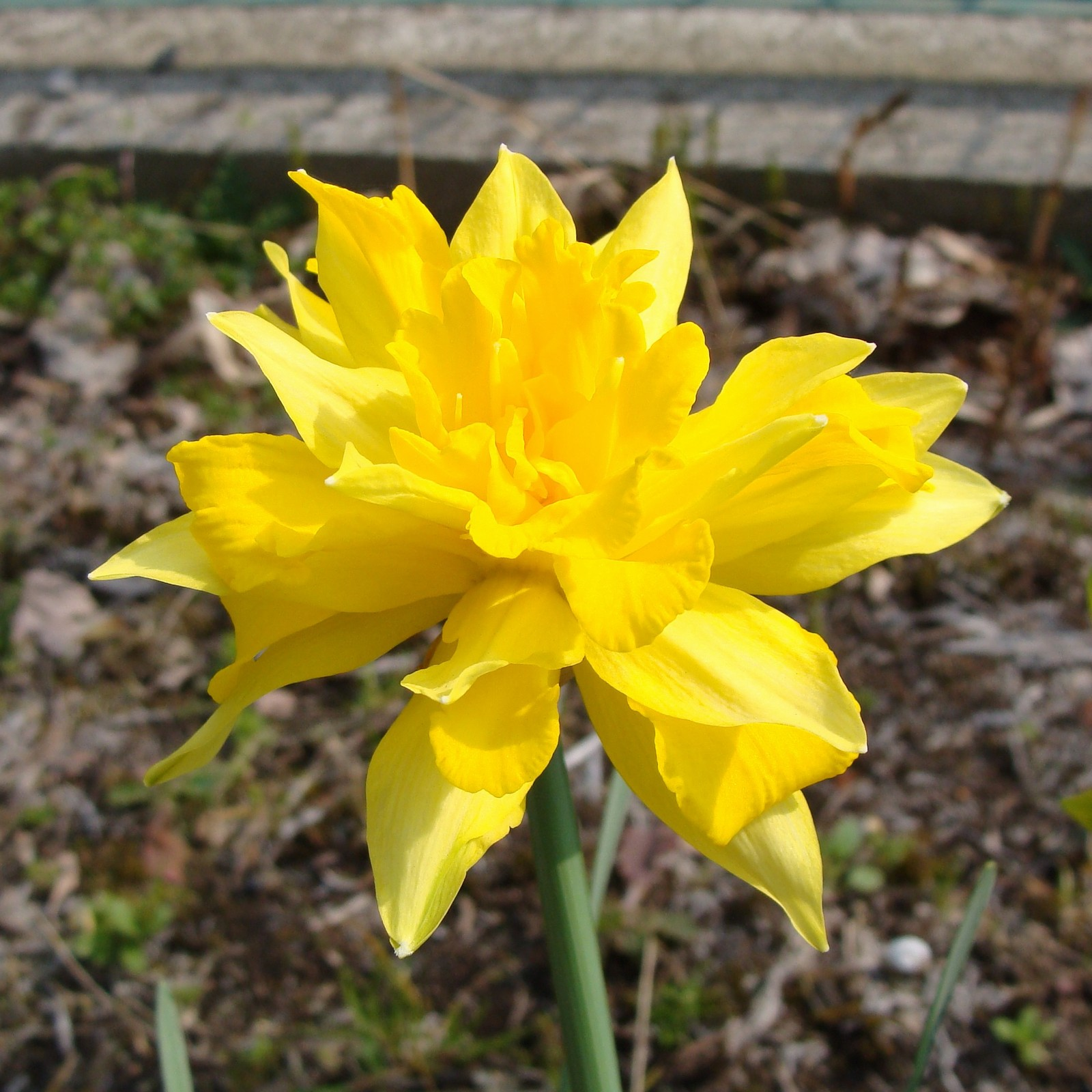
八重咲きのスイセン

## 画像集

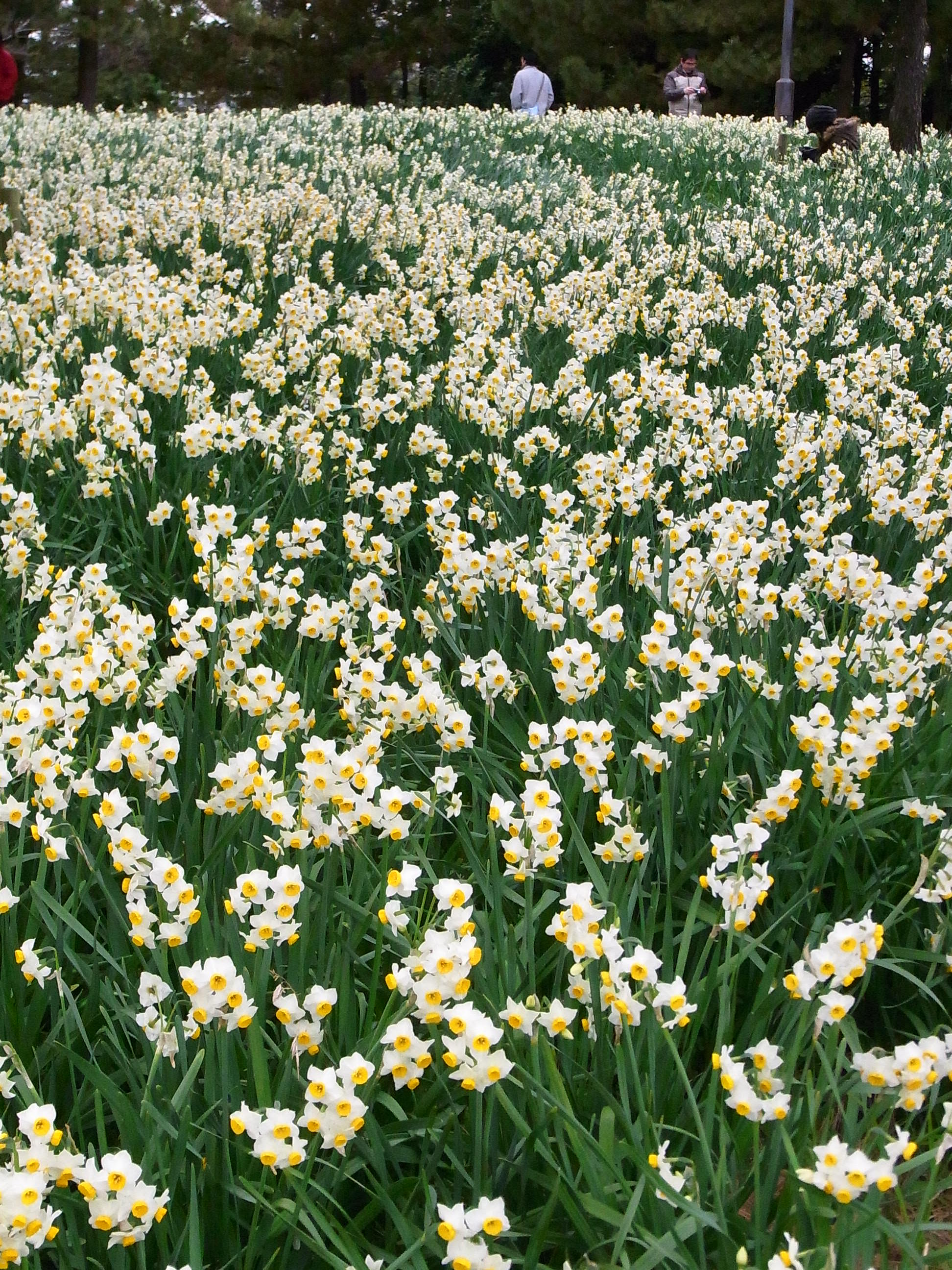
東京・葛西臨海公園の水仙（2011年1月30日撮影）
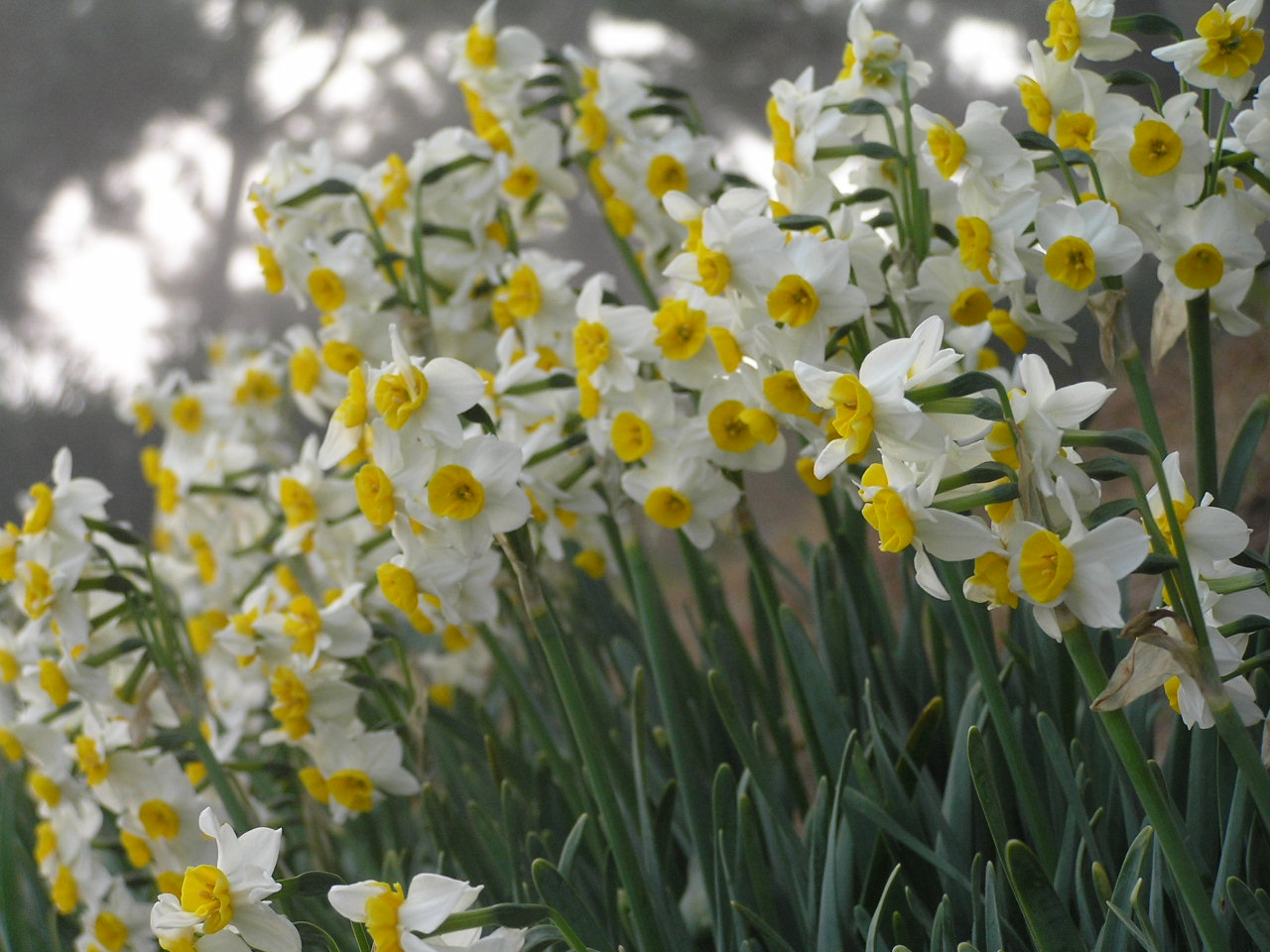
明石市魚住町・住吉神社のスイセン
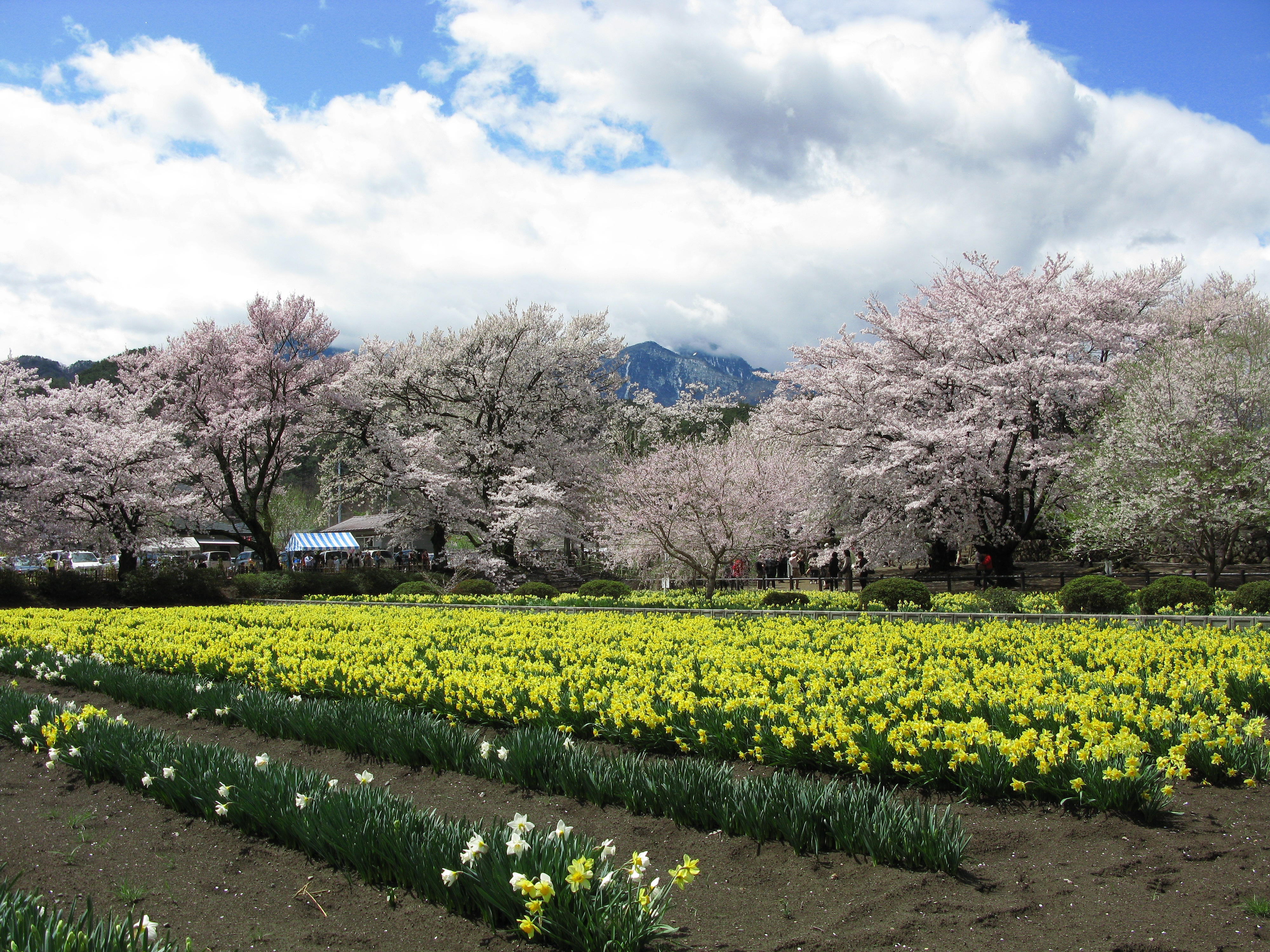
実相寺境内の水仙畑
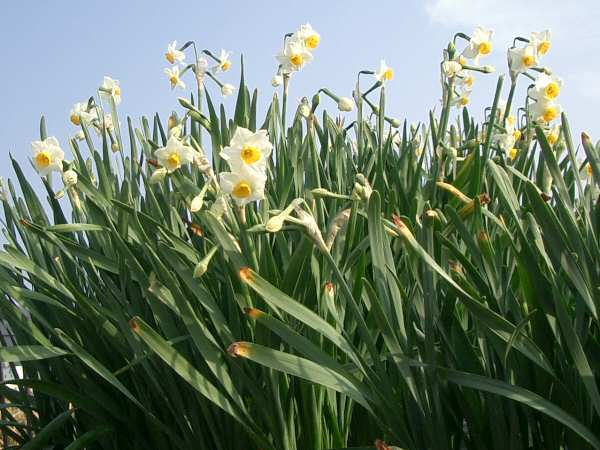
日本寒水仙
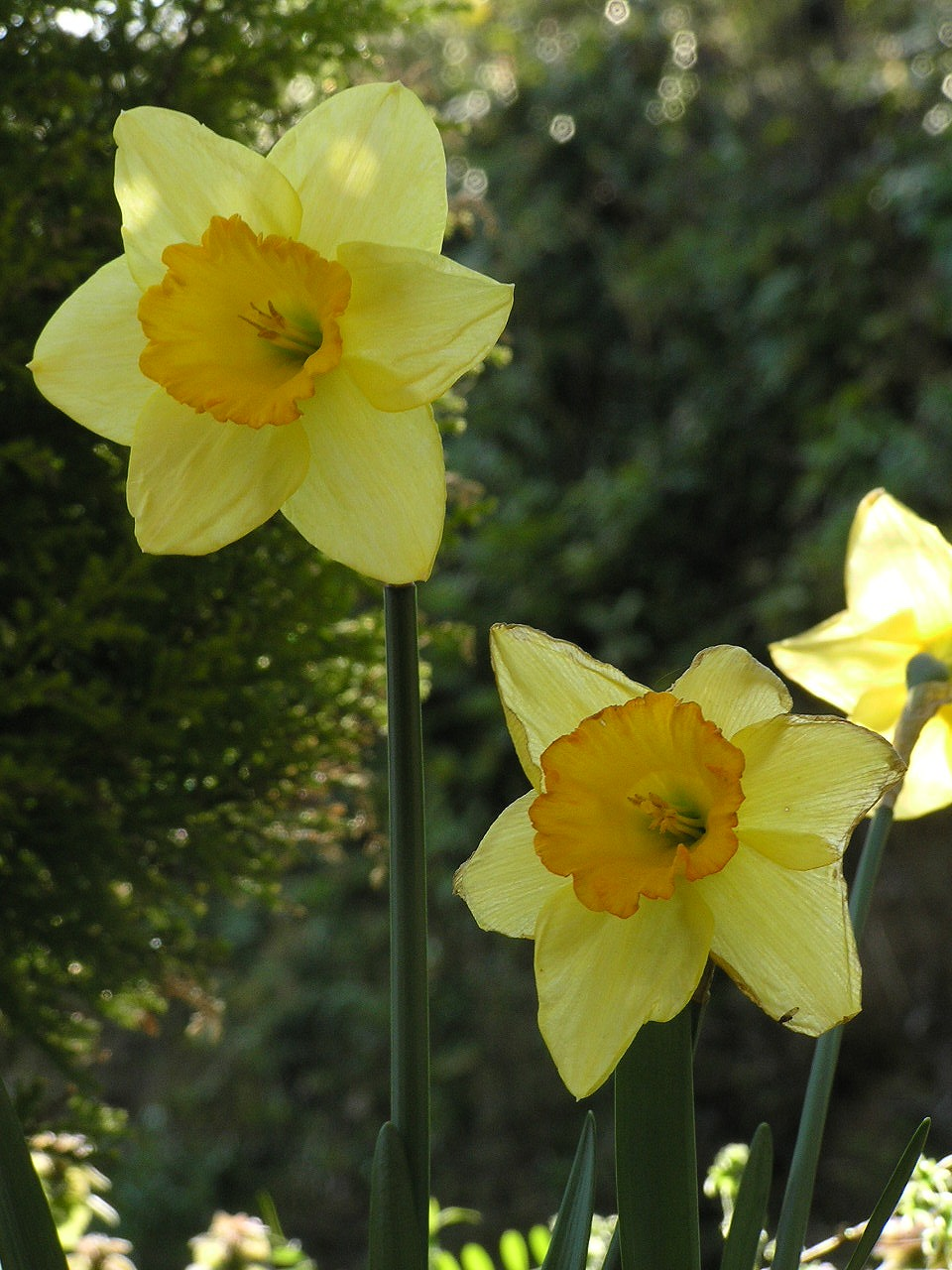
黄色いスイセン（3本）
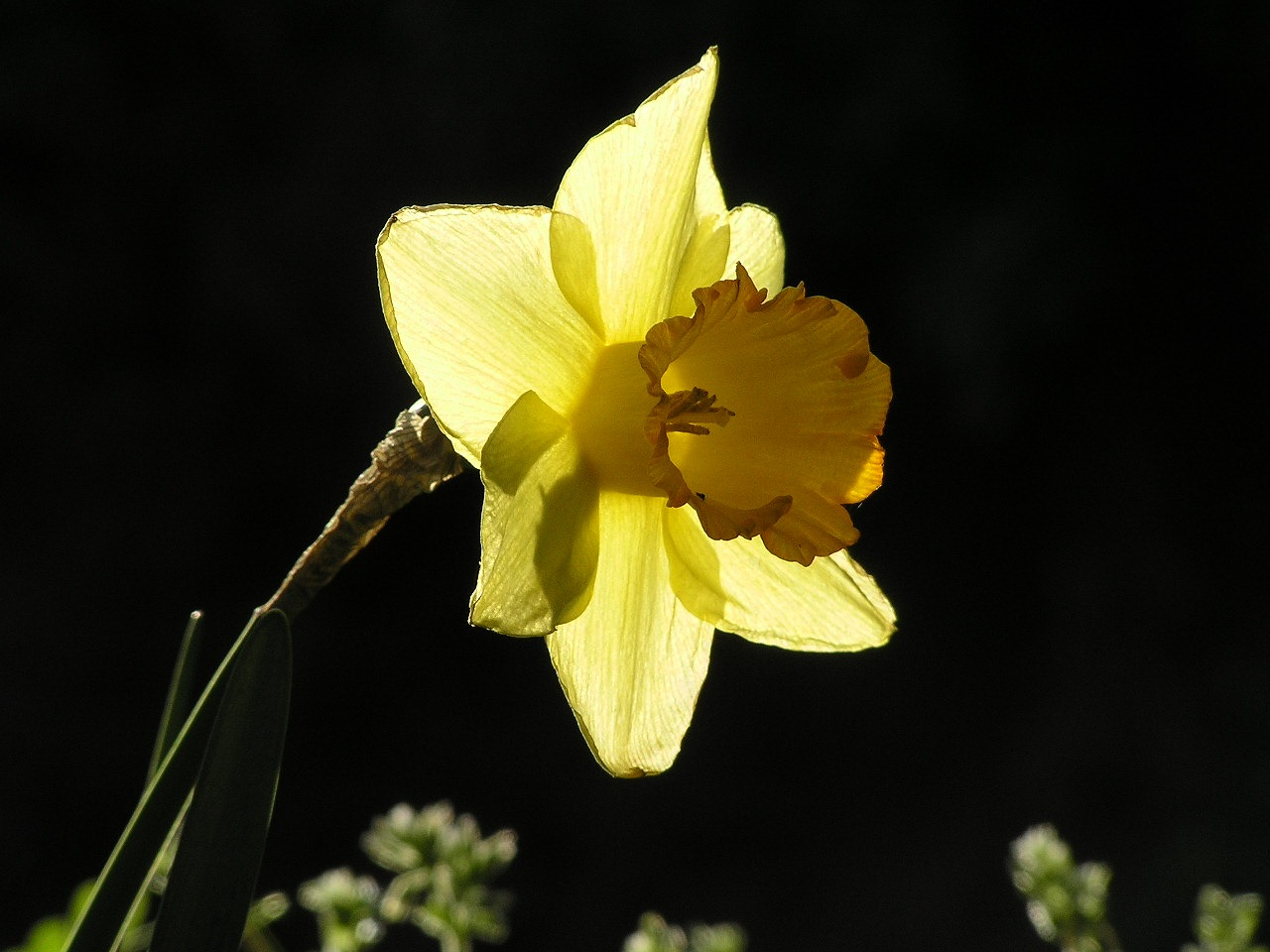
半逆光に輝くスイセンの花びら
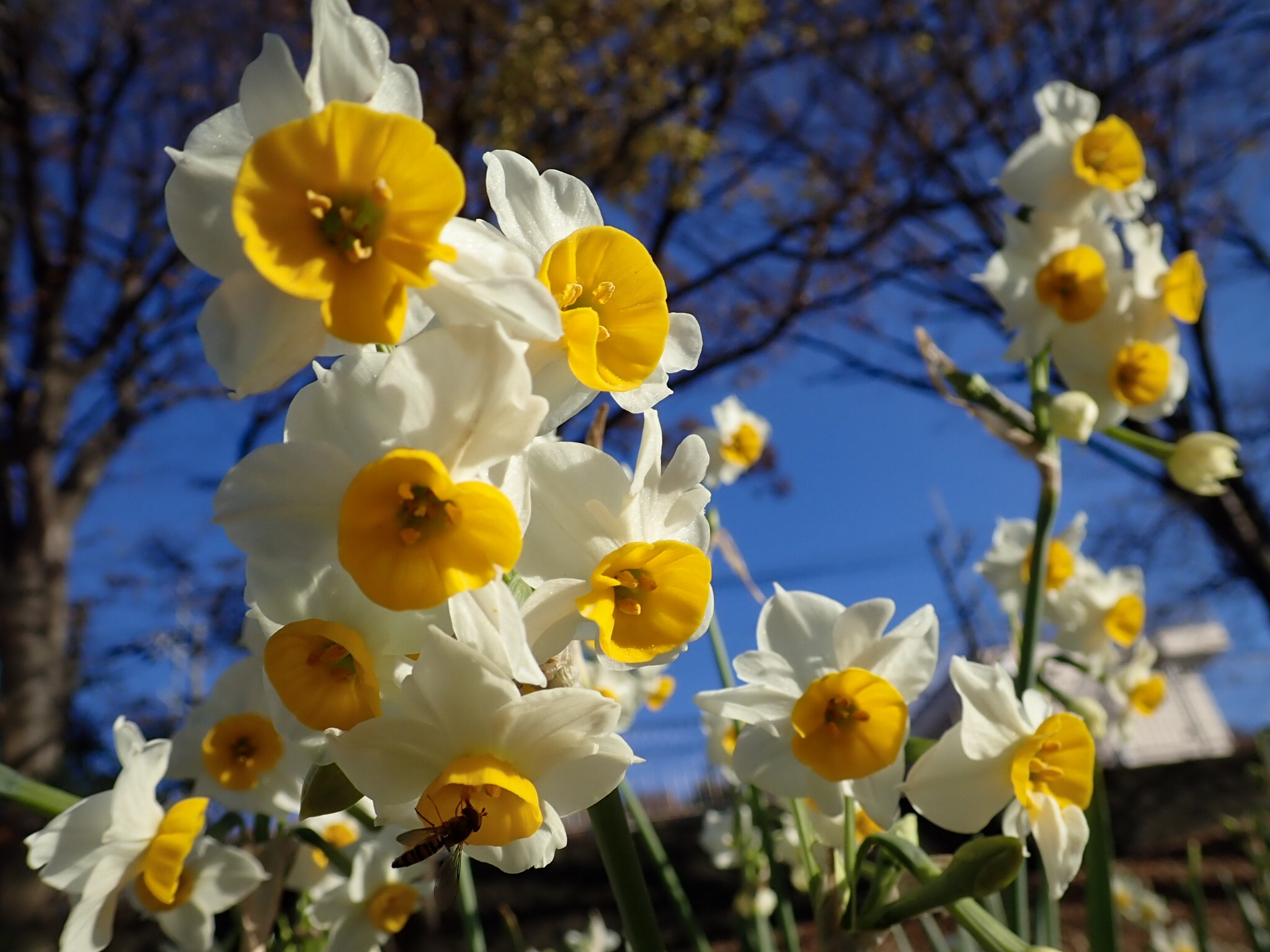
スイセン（相模原公園にて撮影）
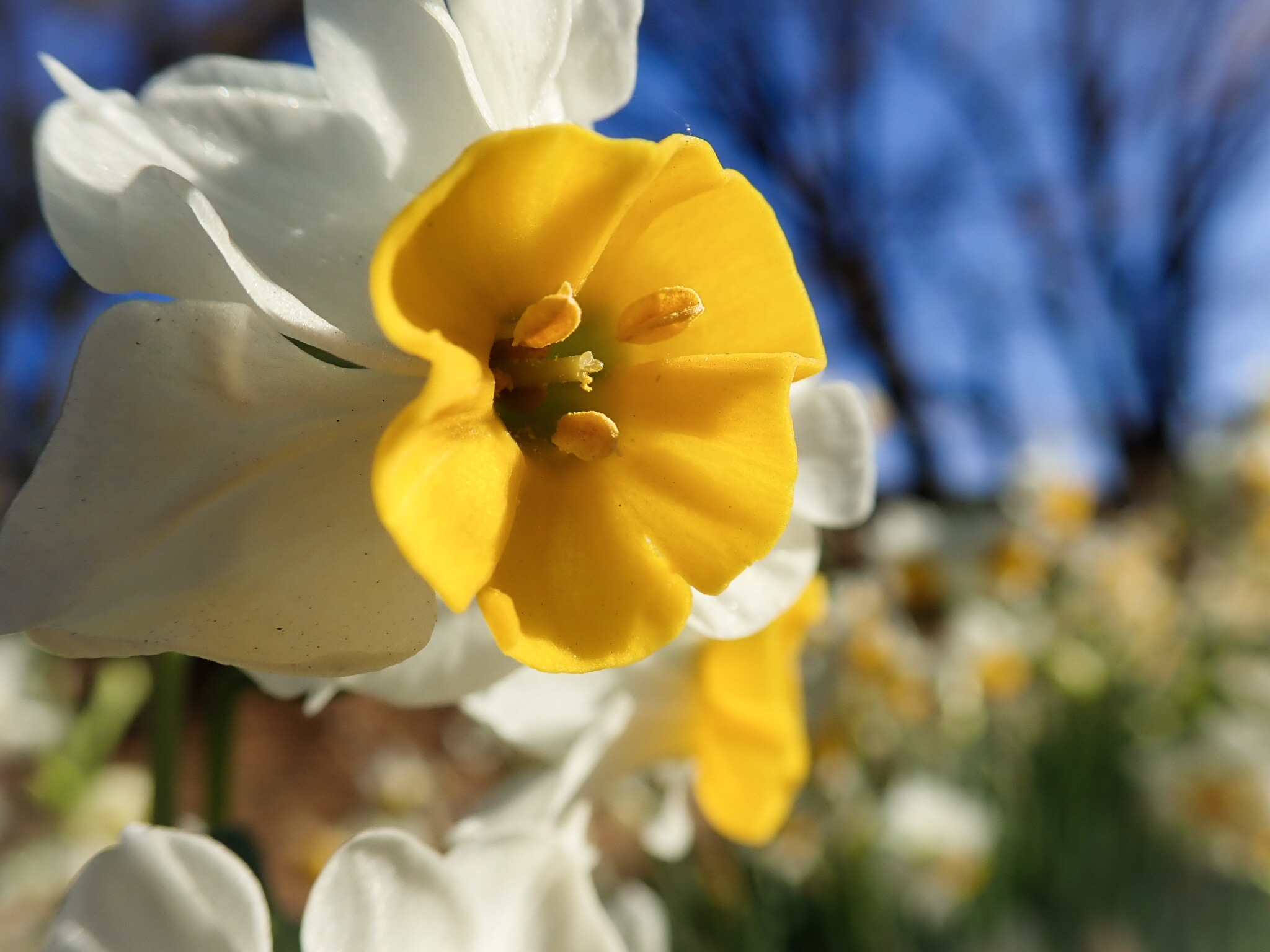
スイセンの花の近接撮影（相模原公園にて撮影）
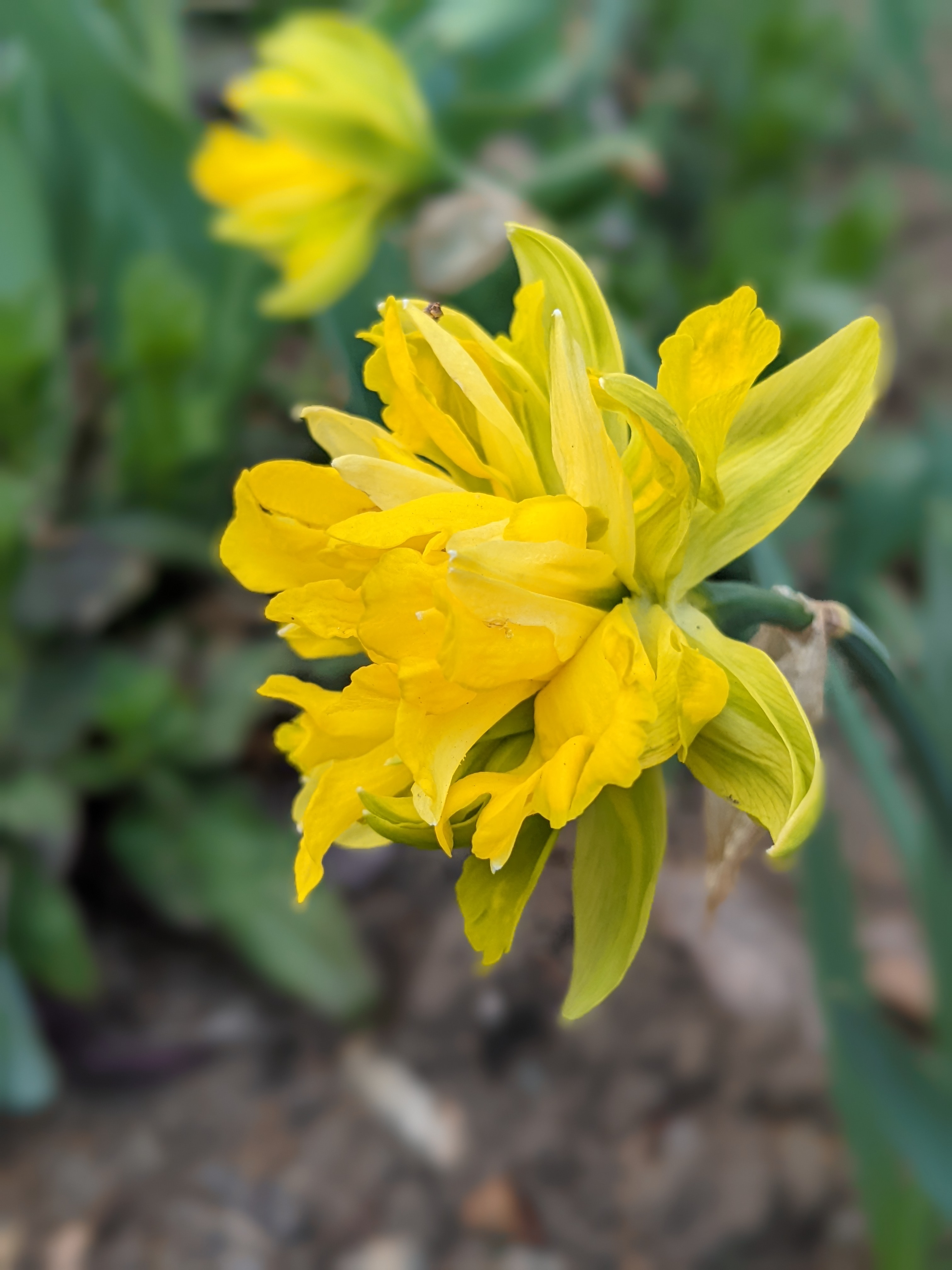
八重咲きのスイセン
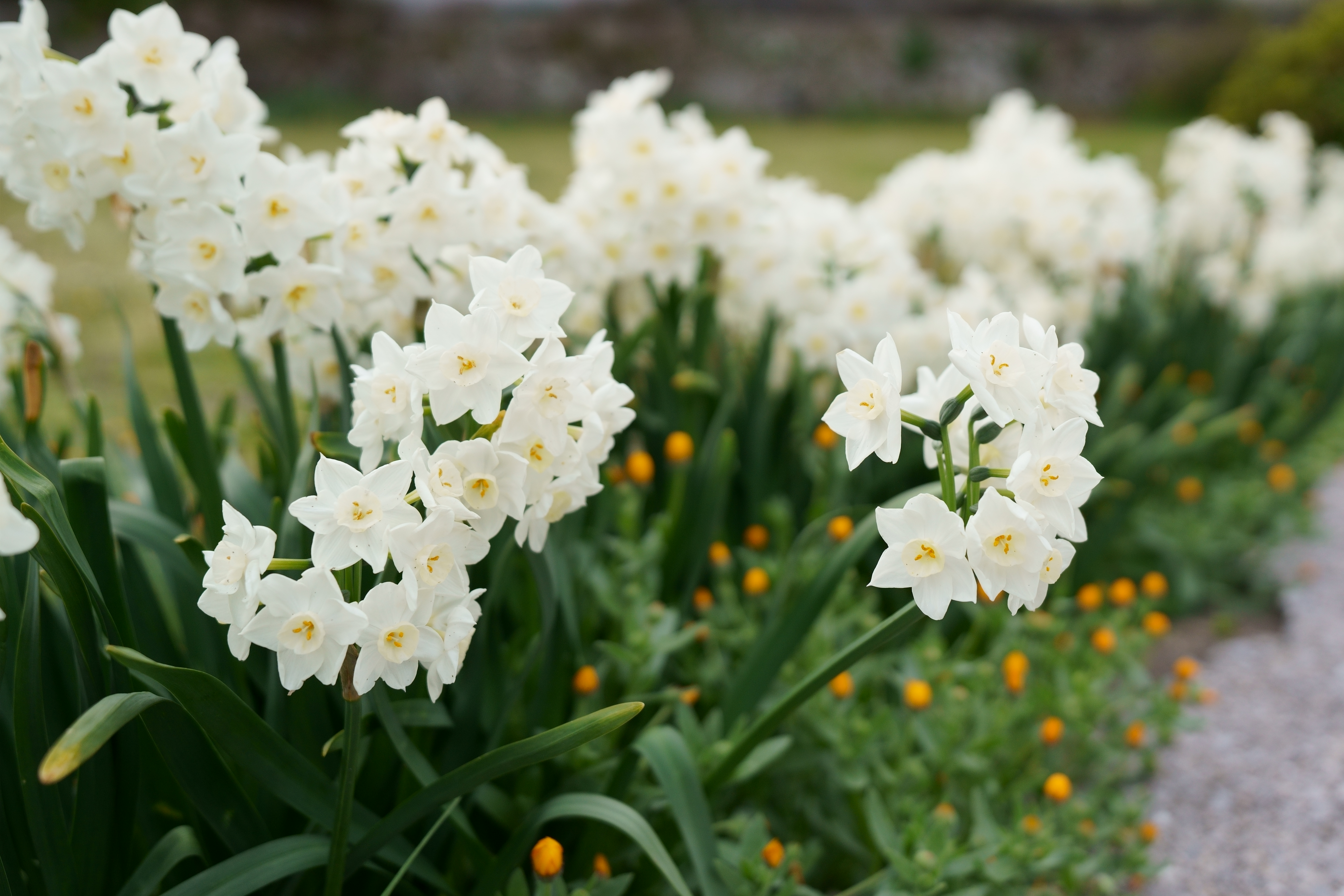
スイセン（2022年3月28日撮影）